# Helen Shapiro
Helen Shapiro (Bethnal Green, 28 settembre 1946) è una cantante e attrice inglese.

## Biografia
Helen Shapiro nacque in una famiglia povera da genitori operai a cottimo occupati nell’industria dell’abbigliamento, e i suoi nonni erano immigrati di origine ebraica provenienti dalla Russia. Crebbe a Clapton, nella zona nord di Londra, dove la famiglia frequentava per i riti religiosi la sinagoga di Lea Bridge Road, e in seguito a Hackney. A dieci anni già faceva parte di Susie and the Hula Hoops, un gruppo musicale scolastico il cui chitarrista, Mark Feld, avrebbe in seguito cambiato il nome in Marc Bolan e sarebbe diventato il vocalist e il chitarrista dei T. Rex. La Shapiro esordì suonando nel gruppo l’ukulele nelle rielaborazioni dei successi di Buddy Holly e di Elvis Presley, per poi affiancare il fratello Ron in un duo vocale orientato al jazz e allo skiffle, sviluppando precocemente una voce bassa ed espressiva. In seguito divenne allieva di corsi musicali tenuti Maurice Burman, che impressionato dalle doti canore della ragazza la avviò al produttore della EMI Norrie Paramor.
A soli quattordici anni, dopo aver firmato un contratto con la Columbia, Helen Shapiro registrò il brano di debutto composto da John Schroeder Please Don’t Treat Me Like a Child, che schizzò al terzo posto delle classifiche britanniche, a seguire You Don’t Know, disco che scalò la vetta con oltre un milione di copie vendute e poi Walking Back to Happiness che vendette ancora di più risultando il maggior successo della sua carriera. Forte di questa popolarità, nel 1961 e nell’anno successivo fu decretata la cantante femminile britannica numero Uno. Nel 1962, oltre ai successi canori, la Shapiro apparve nel film diretto da Richard Lester It’s Trad, Dad, che per alcune soluzioni recitative fece da apripista a A Hard Day's Night; prese anche parte a un tour mondiale e in ottobre partecipò a una puntata dell’Ed Sullivan Show.

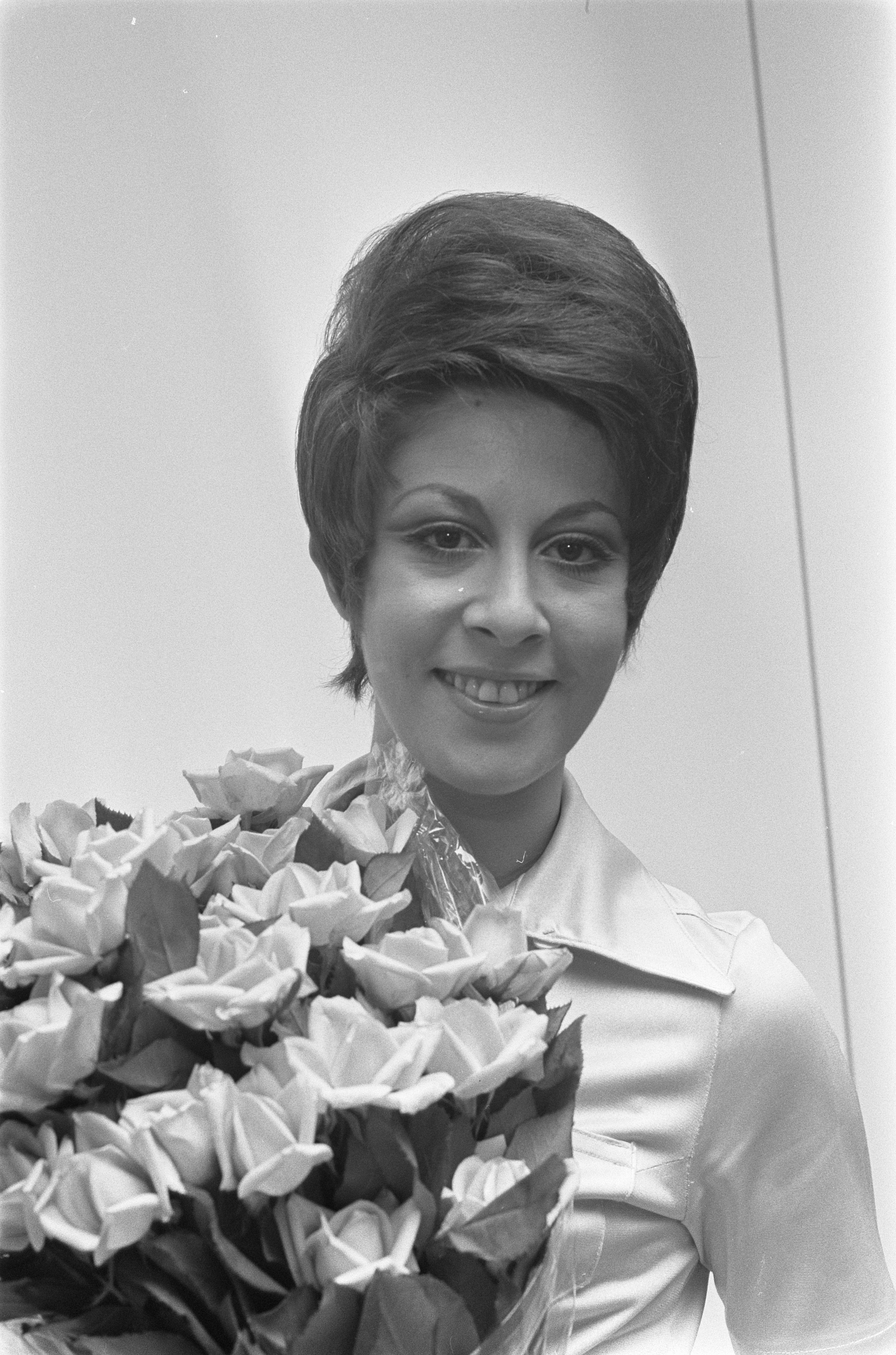
Helen Shapiro nel 1969

Ma dopo il boom la strada si fece in salita. Spaziando con versatilità dal pop al blues al jazz incise altri dischi che però non sfondarono come in precedenza, e partecipò a un secondo film assieme a Billy Fury, Play It Cool, in cui cantò due brani. Nel 1963, all’età di sedici anni, conobbe i Beatles che erano musicisti di spalla nella tournée di febbraio-marzo in cui Helen Shapiro era l’artista di punta, e con il gruppo di Liverpool stabilì un rapporto cameratesco e informale fatto di chiacchierate, di lunghe tradotte in pullman e di jam session improvvisate nelle quali la cantante sfoderava il banjo, strumento che aveva suonato per cinque anni. Proprio su sua richiesta John Lennon e Paul McCartney composero Misery, ma prima che la ragazza potesse ascoltarla il produttore Paramor rifiutò la canzone giudicandola non in linea con l’ottimismo che connotava i successi della Shapiro. Subito dopo il tour la cantante volò negli Stati Uniti dove incise Helen in Nashville, album da cui furono tratte Woe Is Me e I Walked Right In, rispettivamente lato A e B di un singolo che non ebbe molta fortuna. Nell’ottobre fu affiancata da Lennon, Harrison e Starr in una puntata del programma TV della BBC Ready, Steady, Go!, e continuò a incidere anche durante il 1964.
Il declinare della celebrità della cantante coincise con l’esplosione dei Beatles, perché pur essendo più giovane venne considerata facente parte musicalmente della precedente generazione. Ai primi anni settanta si dedicò alla recitazione teatrale, esibendosi in sceneggiati televisivi e nei circuiti cabarettistici, ma successivamente non mancò di registrare come vocalist con formazioni jazz. Negli anni novanta incise diversi album cantando nel complesso guidato dal trombettista Humphrey Lyttelton, e in questi lavori dimostrò le proprie qualità di interprete jazz di prim’ordine. Con l’eccezione di Do Nothing Till You Hear from Me di Duke Ellington, le sue incisioni jazz mancarono però di quel timbro profondo che aveva caratterizzato l’artista nei primi anni della carriera, e gli album pop furono negativamente influenzati dalla presenza dei sintetizzatori. Terminato il suo tour d’addio europeo nel tardo 2003, la cantante si è prevalentemente dedicata alla musica gospel.